# Turn- und Spielvereinigung Koblenz 1911 2012-2013
Questa voce raccoglie le informazioni riguardanti il Turn- und Spielvereinigung Koblenz 1911 nelle competizioni ufficiali della stagione 2012-2013.

## Stagione
Nella stagione 2012-2013 il Coblenza, allenato da Michael Dämgen e Peter Neustädter, concluse il campionato di Regionalliga sudovest all'8º posto.

## Rosa
| N. |                     | Ruolo | Calciatore         |
| -- | ------------------- | ----- | ------------------ |
| 2  | Germania (bandiera) | D     | Daniel Bartsch     |
| 3  | Germania (bandiera) | D     | Patrick Nonnenmann |
| 4  | Germania (bandiera) | D     | Lukas Klappert     |
| 5  | Germania (bandiera) | D     | Yannick Rinker     |
| 6  | Germania (bandiera) | C     | Johannes Göderz    |
| 7  | Germania (bandiera) | D     | Stefan Haben       |
| 8  | Germania (bandiera) | C     | Michael Stahl      |
| 9  | Germania (bandiera) | A     | Jérôme Assauer     |
| 10 | Germania (bandiera) | C     | Anel Džaka         |
| 11 | Germania (bandiera) | A     | Thomas Klasen      |
| 13 | Germania (bandiera) | C     | Kevin Lahn         |
| 16 | Germania (bandiera) | D     | Giuliano Masala    |
| 16 | Germania (bandiera) | C     | Murat Sejdovic     |
| 17 | Germania (bandiera) | D     | Phillipp Langen    |
| 18 | Germania (bandiera) | C     | Safak Yildiz       |
| 19 | Moldavia (bandiera) | C     | Dimitrij Rikspun   |
| 19 | Grecia (bandiera)   | A     | Dīmītrios Ferfelīs |

| N. |                                 | Ruolo | Calciatore       |
| -- | ------------------------------- | ----- | ---------------- |
| 20 | Germania (bandiera)             | C     | Kevin Edelmann   |
| 21 | Turchia (bandiera)              | D     | Cemal Kaldirim   |
| 22 | Germania (bandiera)             | D     | Thomas Gentner   |
| 23 | Turchia (bandiera)              | D     | Kerim Arslan     |
| 24 | Italia (bandiera)               | D     | Angelo Barletta  |
| 25 | Germania (bandiera)             | P     | Kadir Yalçın     |
| 26 | Germania (bandiera)             | C     | Marvin Sauerborn |
| 29 | Germania (bandiera)             | C     | Enrico Köppen    |
| 30 | Germania (bandiera)             | P     | Jan Kramer       |
| 31 | Germania (bandiera)             | C     | Aleksandar Naric |
| 33 | Germania (bandiera)             | P     | Dieter Paucken   |
| 34 | Bosnia ed Erzegovina (bandiera) | C     | Eldin Hadžić     |
|    | Croazia (bandiera)              | P     | Igor Luketić     |
|    | Germania (bandiera)             | D     | Alexej Eberhardt |
|    | Turchia (bandiera)              | D     | Gökhan Tan       |
|    | Germania (bandiera)             | C     | Alexander Bury   |

## Organigramma societario
Area tecnica
- Allenatore: Peter Neustädter
- Allenatore in seconda:
- Preparatore dei portieri: Peter Auer
- Preparatori atletici:
- Analisi video:

## Calciomercato

### Sessione estiva
| Acquisti | Acquisti           | Acquisti           | Acquisti |
| R.       | Nome               | da                 | Modalità |
| -------- | ------------------ | ------------------ | -------- |
| A        | Jérôme Assauer     | Sportfreunde Lotte |          |
| D        | Daniel Bartsch     | Fortuna Colonia    |          |
| A        | Rachid Bouallal    | Colonia II         |          |
| C        | Anel Džaka         | RW Oberhausen      |          |
| C        | Kevin Edelmann     | Coblenza U19       |          |
| A        | Dīmītrios Ferfelīs | Werder Brema U19   |          |
| C        | Kristian Grzobic   | Coblenza U19       |          |
| C        | Lukas Haubrich     | Wirges             |          |
| C        | Kevin Lahn         | TuS Mayen          |          |
| D        | Giuliano Masala    | Coblenza U19       |          |
| P        | Dieter Paucken     | Fortuna Colonia    |          |
| D        | Yannick Rinker     | Magonza U19        |          |
| C        | Marvin Sauerborn   | Coblenza U19       |          |

| Cessioni | Cessioni     | Cessioni               | Cessioni |
| R.       | Nome         | a                      | Modalità |
| -------- | ------------ | ---------------------- | -------- |
| C        | Tobias Bauer | Oldenburg              |          |
| P        | Kevin Birk   | Borussia M'gladbach II |          |
| C        | Jura Gros    | SV Rot-Weiss Hadamar   |          |
| C        | Koki Kazama  | Kawasaki Frontale      |          |
| D        | Eike Mund    | Roßbach/Wied           |          |

### Sessione invernale
| Acquisti | Acquisti                    | Acquisti            | Acquisti |
| R.       | Nome                        | da                  | Modalità |
| -------- | --------------------------- | ------------------- | -------- |
| D        | Cemal Kaldirim              | Bursaspor           |          |
| C        | Alexander Bury (calciatore) | Lokomotive Lipsia   |          |
| C        | Dimitrij Rikspun            | Olympiacos U19      |          |
| C        | Murat Sejdovic              | Vikt. Aschaffenburg |          |
| C        | Safak Yildiz                | Ingolstadt 04 U19   |          |

| Cessioni | Cessioni         | Cessioni             | Cessioni |
| R.       | Nome             | a                    | Modalità |
| -------- | ---------------- | -------------------- | -------- |
| A        | Rachid Bouallal  | Hilal Maroc Bergheim |          |
| C        | Kristian Grzobic | Coblenza II          |          |

## Risultati

### Regionalliga

#### Girone di andata
| Arbitro: | Christ |

|                                 |           |  |
| Wagner 2’ Zerić 80’ Franzin 89’ | Marcatori |  |

| Arbitro: | Kampka |

|                      |           |              |
| Stahl 6’ Assauer 29’ | Marcatori | 45’ Drescher |

| Coblenza 15 agosto 2012, ore 19:00 CEST 3ª giornata | Coblenza | 0 – 0 referto | Hessen Kassel | Stadion Oberwerth (2 310 spett.)\| Arbitro: \| Bartsch \| |
| Arbitro:                                            | Bartsch  |               |               |                                                           |

| Arbitro: | Gittelmann |

|                                      |           |              |
| Feiersinger 3’ Krasniqi 7’, 12’, 78’ | Marcatori | 60’ Bouallal |

| Arbitro: | Petersen |

|           |           |           |
| Stahl 30’ | Marcatori | 30’ Lange |

| Arbitro: | Reisert |

|  |           |                                 |
|  | Marcatori | 13’, 65’, 84’ Assauer 41’ Stahl |

| Arbitro: | Rafalski |

|            |           |           |
| Klasen 73’ | Marcatori | 54’ Morys |

| Arbitro: | Münch |

|                                          |           |  |
| Treske 1’ Klappert 28’ (aut.) Gebert 72’ | Marcatori |  |

| Arbitro: | Meisberger |

|              |           |            |
| Ferfelīs 72’ | Marcatori | 45’ Ludwig |

| Arbitro: | Dingert |

|  |           |           |
|  | Marcatori | 42’ Stahl |

| Arbitro: | Fritsch |

|             |           |                       |
| Tedesco 81’ | Marcatori | 8’ Klasen 34’ Assauer |

| Arbitro: | Kühlmeyer |

|  |           |                |
|  | Marcatori | 90’ Kuczkowski |

| Arbitro: | Petersen |

|             |           |  |
| Assauer 84’ | Marcatori |  |

| Arbitro: | Jöllenbeck |

|                             |           |             |
| Radojewski 56’ Vogtland 83’ | Marcatori | 73’ Assauer |

| Arbitro: | Fritsch |

|                          |           |  |
| Assauer 18’ Ferfelīs 27’ | Marcatori |  |

| Arbitro: | Schlager |

|            |           |                                             |
| Lamidi 63’ | Marcatori | 49’, 65’ Ferfelīs 72’ Klasen 90’ Nonnenmann |

| Arbitro: | Rafalski |

|              |           |                   |
| Ferfelīs 84’ | Marcatori | 73’ (rig.) Rösner |

| Arbitro: | Bartsch |

|                        |           |                 |
| Schmell 45’ Knartz 64’ | Marcatori | 8’, 28’ Assauer |

| 24 novembre 2012 19ª giornata |  | – turno di riposo |  |  |

#### Girone di ritorno
| Arbitro: | Braun |

|            |           |  |
| Fındık 12’ | Marcatori |  |

| Arbitro: | Kampka |

|             |           |  |
| Assauer 67’ | Marcatori |  |

| Arbitro: | Schlager |

|           |           |                                   |
| Henel 30’ | Marcatori | 9’ Ferfelīs 73’ Džaka 81’ Gentner |

| Arbitro: | Petersen |

|  |           |               |
|  | Marcatori | 12’ Jungwirth |

| Arbitro: | Gittelmann |

|                                    |           |             |
| Bystrek 17’ di Maria 27’ Amiri 33’ | Marcatori | 67’ Assauer |

| Arbitro: | Wiatrek |

|                      |           |  |
| Assauer 4’, 50’, 66’ | Marcatori |  |

| Arbitro: | Vonderschmidt |

|                              |           |  |
| Binakaj 37’ Fischer 89’, 90’ | Marcatori |  |

| Arbitro: | Rafalski |

|            |           |  |
| Klasen 13’ | Marcatori |  |

| Sinsheim 27 marzo 2013, ore 19:00 CET 28ª giornata | Hoffenheim II | 0 – 0 referto | Coblenza | Stadio Dietmar Hopp (390 spett.)\| Arbitro: \| Beck \| |
| Arbitro:                                           | Beck          |               |          |                                                        |

| Arbitro: | Dingert |

|                              |           |                                   |
| Ferfelīs 54’ (rig.) Lahn 58’ | Marcatori | 48’ Kröner 65’ (rig.) Quotschalla |

| Arbitro: | Göpferich |

|                    |           |                      |
| Saccone 86’ (rig.) | Marcatori | 41’ Assauer 69’ Lahn |

| Arbitro: | Weickenmeier |

|             |           |          |
| Assauer 80’ | Marcatori | 77’ Kerk |

| Arbitro: | Wiatrek |

|              |           |  |
| Pfrengle 82’ | Marcatori |  |

| Arbitro: | Reisert |

|  |           |                      |
|  | Marcatori | 47’ (rig.) Gerlinger |

| Arbitro: | Schlager |

|                                 |           |  |
| Modica 7’ Albayrak 64’ Amin 69’ | Marcatori |  |

| Arbitro: | Bischof |

|             |           |           |
| Assauer 47’ | Marcatori | 51’ Brown |

| Arbitro: | Rafalski |

|           |           |                     |
| Abele 73’ | Marcatori | 18’ Köppen 40’ Lahn |

| Arbitro: | Vonderschmidt |

|                                                      |           |                                  |
| Assauer 2’, 12’ (rig.) Lahn 42’ Köppen 45’ Stahl 79’ | Marcatori | 62’ Lehmann 82’ (rig.) Međedović |

| 25 maggio 2013 38ª giornata |  | – turno di riposo |  |  |

## Statistiche

### Statistiche di squadra
| Competizione          | Punti | In casa | In casa | In casa | In casa | In casa | In casa | In trasferta | In trasferta | In trasferta | In trasferta | In trasferta | In trasferta | Totale | Totale | Totale | Totale | Totale | Totale | DR |
| Competizione          | Punti | G       | V       | N       | P       | Gf      | Gs      | G            | V            | N            | P            | Gf           | Gs           | G      | V      | N      | P      | Gf     | Gs     | DR |
| --------------------- | ----- | ------- | ------- | ------- | ------- | ------- | ------- | ------------ | ------------ | ------------ | ------------ | ------------ | ------------ | ------ | ------ | ------ | ------ | ------ | ------ | -- |
| Regionalliga sudovest | 52    | 18      | 7       | 8       | 3       | 23      | 14      | 18           | 7            | 2            | 9            | 23           | 30           | 36     | 14     | 10     | 12     | 46     | 44     | +2 |
| Totale                | 52    | 18      | 7       | 8       | 3       | 23      | 14      | 18           | 7            | 2            | 9            | 23           | 30           | 36     | 14     | 10     | 12     | 46     | 44     | +2 |

### Andamento in campionato
| Giornata  | 1  | 2 | 3 | 4  | 5  | 6 | 7 | 8  | 9  | 10 | 11 | 12 | 13 | 14 | 15 | 16 | 17 | 18 | 19 | 20 | 21 | 22 | 23 | 24 | 25 | 26 | 27 | 28 | 29 | 30 | 31 | 32 | 33 | 34 | 35 | 36 | 37 | 38 |
| --------- | -- | - | - | -- | -- | - | - | -- | -- | -- | -- | -- | -- | -- | -- | -- | -- | -- | -- | -- | -- | -- | -- | -- | -- | -- | -- | -- | -- | -- | -- | -- | -- | -- | -- | -- | -- | -- |
| Luogo     | T  | C | C | T  | C  | T | C | T  | C  | T  | T  | C  | C  | T  | C  | T  | C  | T  |    | T  | C  | T  | C  | T  | C  | T  | C  | T  | C  | T  | C  | T  | C  | T  | C  | T  | C  |    |
| Risultato | P  | V | N | P  | N  | V | N | P  | N  | V  | V  | P  | V  | P  | V  | V  | N  | N  |    | P  | V  | V  | P  | P  | V  | P  | V  | N  | N  | V  | N  | P  | P  | P  | N  | V  | V  |    |
| Posizione | 16 | 9 | 8 | 13 | 11 | 9 | 9 | 11 | 13 | 8  | 7  | 8  | 8  | 9  | 6  | 6  | 6  | 6  | 7  | 8  | 7  | 7  | 7  | 9  | 6  | 7  | 7  | 8  | 8  | 8  | 8  | 8  | 9  | 9  | 10 | 9  | 7  | 8  |

Legenda:

Luogo: C = Casa; T = Trasferta. Risultato: V = Vittoria; N = Pareggio; P = Sconfitta.

### Statistiche dei giocatori
| K. Arslan     | 12 | 0  | 1  | 0 |
| J. Assauer    | 35 | 20 | 6  | 0 |
| A. Barletta   | 0  | 0  | 0  | 0 |
| D. Bartsch    | 36 | 0  | 4  | 0 |
| R. Bouallal   | 14 | 1  | 2  | 0 |
| A. Bury       | 0  | 0  | 0  | 0 |
| A. Džaka      | 29 | 1  | 11 | 1 |
| A. Eberhardt  | 1  | 0  | 0  | 0 |
| K. Edelmann   | 2  | 0  | 1  | 0 |
| D. Ferfelis   | 26 | 7  | 4  | 0 |
| T. Gentner    | 32 | 1  | 2  | 0 |
| J. Göderz     | 24 | 0  | 5  | 0 |
| S. Haben      | 29 | 0  | 6  | 1 |
| E. Hadžić     | 22 | 0  | 4  | 0 |
| L. Haubrich   | 19 | 0  | 3  | 0 |
| C. Kaldirim   | 3  | 0  | 0  | 0 |
| L. Klappert   | 21 | 0  | 3  | 0 |
| T. Klasen     | 28 | 4  | 3  | 0 |
| J. Kramer     | 0  | 0  | 0  | 0 |
| E. Köppen     | 5  | 2  | 1  | 0 |
| K. Lahn       | 35 | 4  | 3  | 0 |
| P. Langen     | 4  | 0  | 0  | 0 |
| I. Luketić    | 1  | 0  | 0  | 0 |
| G. Masala     | 0  | 0  | 0  | 0 |
| T. Nakai      | 12 | 0  | 3  | 0 |
| A. Naric      | 2  | 0  | 0  | 0 |
| P. Nonnenmann | 20 | 1  | 7  | 1 |
| D. Paucken    | 31 | 0  | 1  | 0 |
| D. Rikspun    | 1  | 0  | 1  | 0 |
| Y. Rinker     | 5  | 0  | 0  | 0 |
| M. Sauerborn  | 5  | 0  | 1  | 0 |
| M. Sejdovic   | 15 | 0  | 4  | 1 |
| M. Stahl      | 12 | 5  | 0  | 0 |
| G. Tan        | 1  | 0  | 0  | 0 |
| K. Yalçın     | 5  | 0  | 0  | 0 |
| S. Yildiz     | 12 | 0  | 0  | 0 |